# Westarmenien

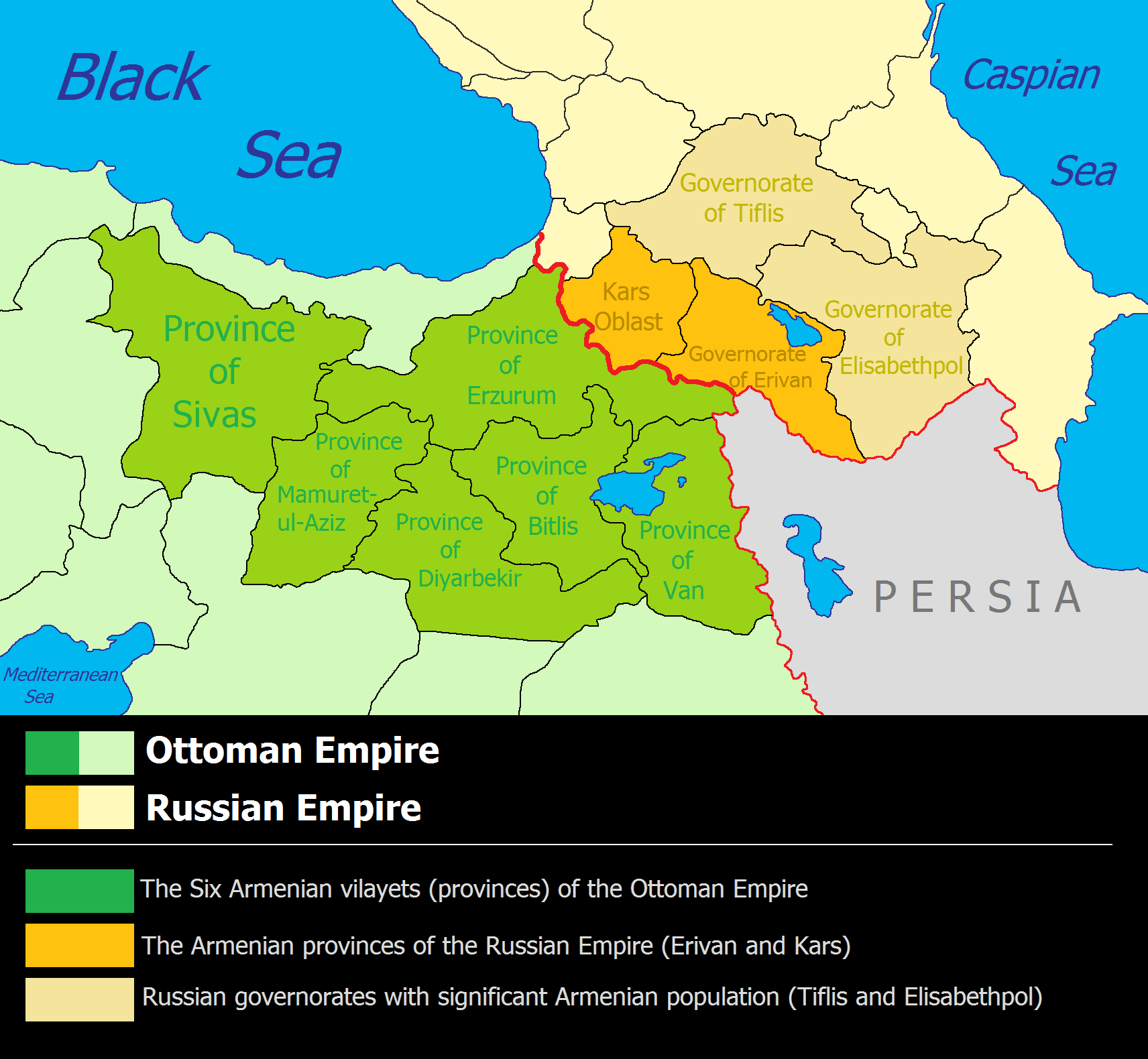
Die auch als „Westarmenien“ bezeichneten Sechs Vilâyets des Osmanischen Reiches sind hellgrün dargestellt

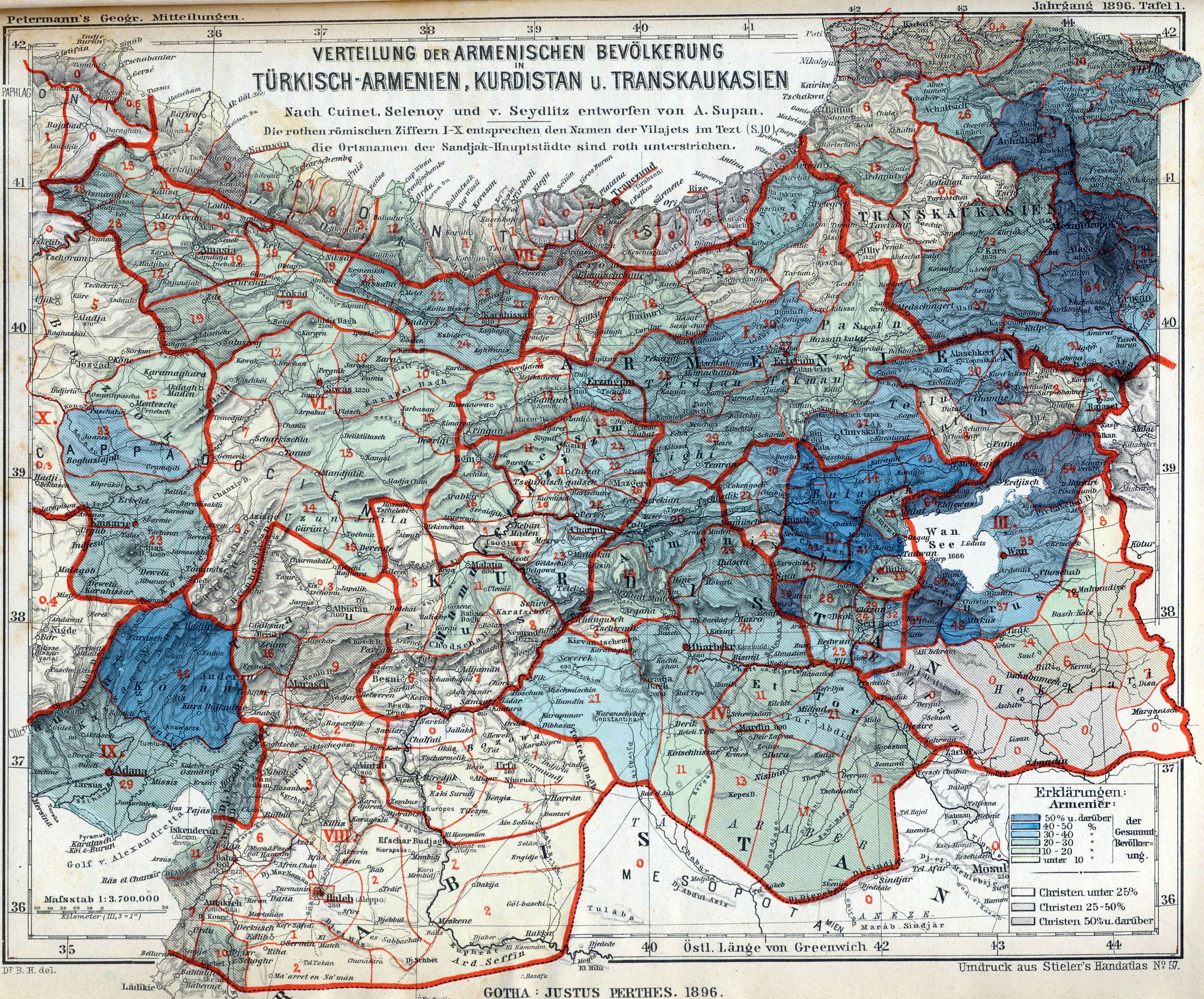
Verteilung der armenischen Bevölkerung in Türkisch-Armenien, Kurdistan und Transkaukasien. Karte von A. Supan nach Cuinet, Selenoy und v. Seydlitz Stielers Handatlas, 1896. Nur die Sandschaks mit der dunkelsten Farbe (violett) hatten eine armenische Bevölkerungsmehrheit.

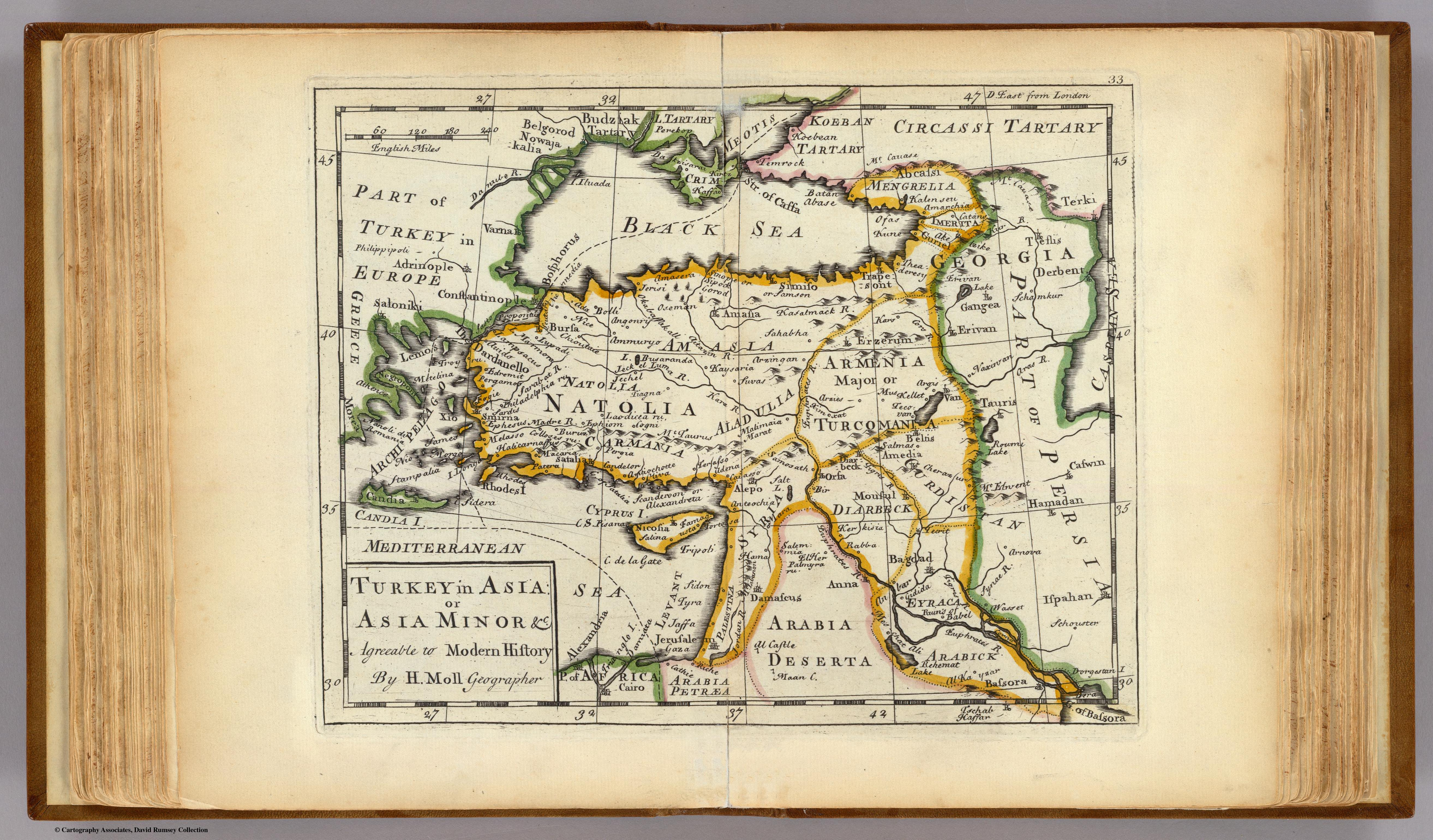
Türkei in Asien mit Armenia major oder Turcomania. Herman Moll, 1736

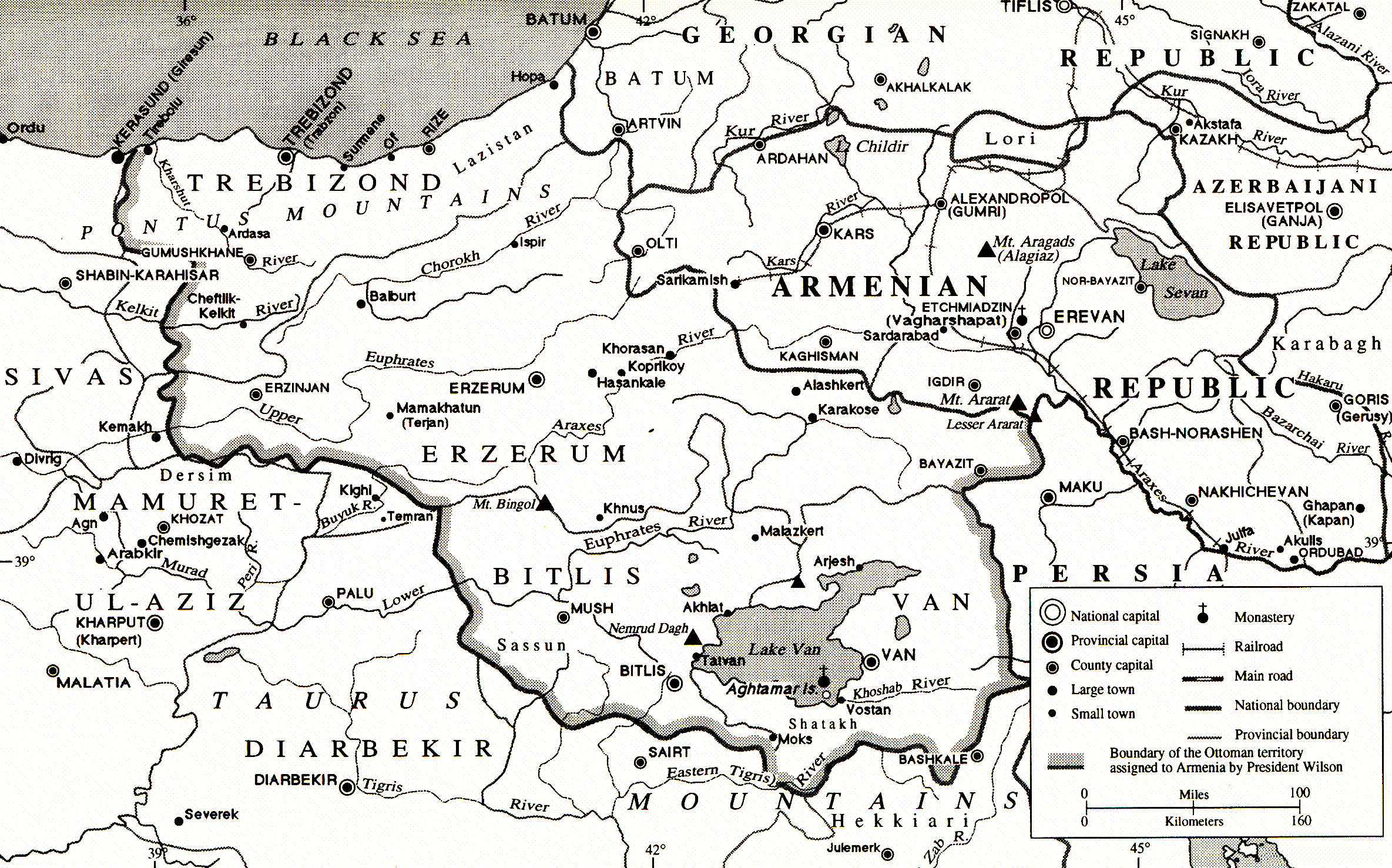
Westliche Grenze der Demokratischen Republik Armenien, gezeichnet von US-Präsident Woodrow Wilsons arbitral award 1920. Dieses im Vertrag von Sèvres 1920 vorgesehene Territorium ist auch als Wilsonsches Armenien bekannt.

Westarmenien (armenisch Արեւմտեան Հայաստան Arewmdian Hajasdan in westarmenischer Variante; Արևմտյան Հայաստան Arewmtjan Hajastan auf Ostarmenisch; türkisch Batı Ermenistan) ist die historische Bezeichnung für heute in der Türkei liegende westliche Teile des ehemals auch als Armenien (Großarmenien und Kleinarmenien) bezeichneten Armenischen Hochlandes, deren Gebiete seit dem 16. Jahrhundert zum Osmanischen Reich gehörten und bis zum Völkermord an den Armeniern 1915 bis 1918 den westlichen Teil des traditionellen Siedlungsgebiets der Armenier bildeten. Hiervon zu unterscheiden sind noch einmal die seit dem 11. Jahrhundert ebenfalls armenisch besiedelten Gebiete des ehemaligen Königreichs Kleinarmenien in Kilikien. Mitunter bezeichnet „Westarmenien“ auch die im einstigen Osmanischen Reich lebenden Armenier. In der armenischen Diaspora stellte die durch den Völkermord verlorene Heimat Westarmenien vor allem bis zur Entstehung der unabhängigen Republik Armenien – die keine Teile Westarmeniens einschließt – einen wichtigen Bezugspunkt in der Erinnerungskultur dar. Seit der Gründung der modernen Türkei 1923, spätestens aber seit der Gründung der Republik Armenien 1991 beschränkt sich die Verwendung des Begriffs Westarmenien im deutschen Sprachgebrauch weitgehend auf historische Zusammenhänge.

## Bedeutungen des Begriffs Westarmenien
Tessa Hofmann bietet für „Ostarmenien“ und „Westarmenien“ zwei Definitionen: Historisch-politisch ist unter Westarmenien das einstige Türkisch-Armenien und unter Ostarmenien Russisch-Armenien zu verstehen, während philologisch die Dialektgrenze zwischen der ostarmenischen und der westarmenischen Sprache ungefähr bei Van anzusetzen ist. Mihran Dabag setzt dagegen bei der Eroberung der Bagratiden-Metropole Ani im Jahre 1064 an, ab deren Zerstörung durch die Seldschuken unter Alp Arslan die Entwicklungen des vormaligen armenischen Königreichs „von einer vor allem kulturell zunehmend auseinanderstrebenden Zweiteilung in ein Ost- sowie ein Westarmenien“ bestimmt seien. Dabei definiert Dabag „Ostarmenien als Geschichte eines armenischen Territoriums unter zunächst persischer, dann russischer Herrschaft; Westarmenien als Geschichte der armenischen Siedlungsgebiete westlich des Ararats (unter osmanischer Herrschaft) und einer weit zerstreuten Diaspora“ [...]. Levon Abrahamian beschreibt die Spaltung zwischen den Armeniern Ost- und Westarmeniens als Ergebnis einer ständigen Aufteilung Armeniens zwischen zwei Großmächten, die zu Recht bereits auf die Teilung Armeniens zwischen dem Persien der Sassaniden und dem Oströmischen Reich 385/387 zurückgeführt werde und mit der Zeit vor dem Völkermord geendet habe, als Armenien zwischen dem Russischen und dem Osmanischen Reich geteilt war.

## Westarmenien in der armenischen Diaspora
Abrahamian verdeutlicht, dass der Völkermord an den Armeniern zu einer weiter gehenden Spaltung der Armenier in ein weiterhin bestehendes Heimatland auf der Grundlage Ostarmeniens und eine Diaspora auf der Grundlage Westarmeniens führte. Die Spaltung unter den Armeniern habe sich noch weiter durch das Leben der Ostarmenier im Sozialismus und der westarmenischen Diaspora im Kapitalismus vertieft. Vartan Matiossian versteht unter „Westarmenien“ (Western Armenia) das „armenische Volk“ (joghovurd, people), das als „Kern“ (core) durch den Großen Völkermord „explodierte“ und dessen Überbleibsel seit 1915 als armenische Diaspora (anjoghov, non-reunited) über die ganze Welt verteilt sind. Diese Armenische Diaspora sei ebenso wie die seit der Zerstörung Jerusalems 70 n. Chr. bestehende Jüdische Diaspora eine direkte Folge von Zerstörung. Levon Abrahamian stellt als Gegensatz zu den Juden heraus, dass nur die Armenier aus Westarmenien (und nicht die aus Ostarmenien) ihr Heimatland verloren und sie die armenisch-apostolische Kirche gewissermaßen als Ersatz für die verlorene Staatlichkeit behielten, wobei auch der höchste Priester der Armenier, der Katholikos, nur seinen Titel veränderte und nicht seine Funktion verlor.
Laut Hovhannes Hovhannisyan ist in der historischen Erinnerung der armenischen Diaspora – gefördert auch von der Armenischen Revolutionären Föderation (Daschnag) – nicht das Gebiet der heutigen Republik Armenien beziehungsweise des vorherigen Sowjetarmeniens, sondern „Westarmenien“ das Mutterland, was noch heute eine innere Verbindung der Diaspora-Armenier mit der Republik Armenien erschwere. Während der Sowjetzeit spiegelte sich dies auch in der strikten Abgrenzung des Katholikats von Kilikien als Vertretung der Westarmenier in der Diaspora vom Katholikat des Heiligen Stuhles von St. Etschmiadsin und Aller Armenier wider, dem es einen Dienst am atheistischen Staat ohne Glauben vorwarf. Diese Spaltung begann sich aber mit den Besuchen des Etschmiadsiner Katholikos Wasgen I. in der Diaspora ab 1956 zu lockern. Die Unabhängigkeit Armeniens 1991 und die nachfolgende Annäherung der Katholikate von Kilikien und Etschmiadsin unter Karekin Sarkissian sowie die starke Solidarisierung der Diaspora nach dem Erdbeben von Spitak 1988 und der Bergkarabachkonflikt mit der Gründung der de facto Republik Arzach waren nach Einschätzung Hovhannisyans wesentlich für eine heute im Gegensatz zu früher real gegebene Anerkennung des in Ostarmenien gelegenen Staates Armenien als Mutterland. Susanne Schwalgin arbeitete hierzu am Beispiel der armenischen Diaspora in Griechenland heraus, wie die im Osmanischen Reich gelegenen Heimatorte der Überlebenden des Völkermords der Bezugspunkt in deren Erzählungen waren und diese in der Geschichtsschreibung der Diaspora als „Westarmenien“ umschrieben wurden. Nach 1991 habe sich jedoch das „Heimatland“ als Bezugspunkt vom verlorenen „Westarmenien“ zum inzwischen Realität gewordenen Nationalstaat Armenien verschoben.

## Westarmenier im heutigen Armenien
Bereits nach der Eingliederung des vormals persischen Ostarmeniens ins Russische Kaiserreich Anfang des 19. Jahrhunderts gab es eine starke Wanderungsbewegung von Armeniern aus Westarmenien nach Russisch-Armenien. Während des Großen Völkermordes fanden Anfang des 20. Jahrhunderts weitere Westarmenier in Ostarmenien Zuflucht, von denen aber viele noch die Hoffnung auf Rückkehr in ein befreites Heimatland hegten. Die Armenische Sozialistische Sowjetrepublik betrieb von den 1920er Jahren bis in die 1970er Jahre, besonders aber nach dem Zweiten Weltkrieg eine aktive Politik der „Repatriierung“ von Armeniern aus der Diaspora. Zu den Einwanderern gehörte unter anderen der als syrischer Armenier in Aleppo geborene spätere armenische Staatspräsident Lewon Ter-Petrosjan. Während Abrahamian im Falle der Armenier aus Iran von einer tatsächlich so zu bezeichnenden Rückkehr ins Heimatland ihrer Vorväter spricht, handelt es sich nach seinen Worten bei der „Repatriierung“ der übrigen Diaspora-Armenier nicht um eine Rückkehr ins eigentliche Heimatland, das ja Westarmenien war, sondern nach Sowjetarmenien als dessen „symbolischen Ersatz“. So habe eine Vereinigung von Ostarmeniern und Westarmeniern in Sowjetarmenien bereits stattgefunden, wobei kulturelle Unterschiede in der Bevölkerung Armeniens fast bis heute erkennbar seien. Immerhin waren westarmenische Musik und Tänze aus Sasun bei Musikfestivals in Jerewan in den 1970er Jahren sehr erfolgreich. Heute treten diese Unterschiede gegenüber den Gegensätzen zu den armenischen Flüchtlingen und Vertriebenen aus Aserbaidschan in Armenien zurück.

## Historische Aspekte
Nach dem Fall der kilikischen Hauptstadt Sis 1375 war das gesamte armenische Siedlungsgebiet unter „totaler Herrschaft des Islam“. Seit dem 16. Jahrhundert war Armenien in ein von den Osmanen beherrschtes Westarmenien und ein von den Persern beherrschtes Ostarmenien geteilt. Seit dem Ende der Kämpfe der persischen Safawiden und Osmanen um die Vorherrschaft über Armenien Anfang des 17. Jahrhunderts änderte sich die osmanisch-persische Grenze nicht mehr. Die Armenier wurden in dem weiterhin „Westarmenien“ oder „Türkisch-Armenien“ genannten Gebiet zu einer wenn auch weithin sehr starken Minderheit. Dabei unterlag die „westarmenische Gemeinschaft“ ähnlich den vor der Inquisition geflohenen osmanischen Juden dem Millet-System, das von Dabag als „Duldungsprinzip“ charakterisiert wird, während mache anderen Autoren mitunter von einem „Toleranzsystem“ sprechen. So bezeichnet Friedrich Heyer den siegreichen Sultan als „den Armeniern gegenüber gutwillig und hilfsbereit, um ein Gleichgewicht zwischen den christlichen Völkern seines Reiches herzustellen“, und stellt die Rechte und Privilegien der Armenier unter dem Sultan heraus, weshalb die Armenier – „treue Glaubensnation“ (millet-i sadika) genannt – bis ins 19. Jahrhundert loyal zum Osmanischen Reich waren. Erst durch die russische Expansion und den zunehmenden Machtverlust des Osmanischen Reiches wurden die Armenier als Gefahr angesehen. Insbesondere nach dem Russisch-Türkischen Krieg, als 1878 auch Teile des türkischen Armeniens um die Stadt Kars unter russische Herrschaft kamen, verschlechterte sich die Situation der Armenier in der Türkei. In den letzten Jahrzehnten der osmanischen Herrschaft ging die Zahl der Armenier, die vor allem in den auch als Westarmenien bezeichneten Sechs Vilâyets lebten, durch Massaker zurück. Nach der Machtübernahme der Jungtürken 1908 galten die Armenier nicht mehr als millet-i sadika. Laut Heyer waren Diyarbakir, Bitlis, Van, Musch, Erzerum, Sivas und Elâzig „armenische Provinzen“. Ab dem 24. April 1915 kam es während des Ersten Weltkrieges schließlich zum „Genocid an den wehrlosen Armeniern“, bei dem „über anderthalb Millionen Menschen“ aus Westarmenien starben. Auf Vorschlag des US-amerikanischen Präsidenten Woodrow Wilson wurde im Vertrag von Sèvres 1920 noch ein Armenien mit einem Großteil Westarmeniens vorgesehen, doch kam dies durch die türkischen Siege im Griechisch-Türkischen und im Türkisch-Armenischen Krieg nicht mehr zustande. Mit dem Vertrag von Kars 1922 zwischen Sowjetrussland und der als Nationalstaat neu gegründeten Türkei wurde ein Armenien mit den historischen Siedlungsgebieten der Armenier im ehemaligen Osmanischen Reich Makulatur. Im ehemaligen Westarmenien gibt es seitdem keine armenischen Gemeinden und keine als solche genutzten armenischen Kirchen mehr. Während die meisten Armenier von hier entweder starben oder das Land verließen, leben die zurückgebliebenen Armenier und ihre Nachkommen mit mehr oder weniger verborgener armenischer Identität als Kryptoarmenier.

## Heute nicht mehr übliche Verwendung
Tessa Hofmann stellt heraus, dass durch den Völkermord an den Armeniern 1915–1918 „die Grenzen des Armenischen Hochlandes blutig ausradiert“ wurden und „selbst im Ausland die Bezeichnung Ostanatolien an die Stelle von West- bzw. Türkisch-Armenien trat“.